# キャニオン初
「キャニオン初」（キャニオンはつ）は、1986年12月28日に発売された、とんねるず3枚目のアルバム。

## 概要
アルバムタイトルは、キャニオンレコード移籍後初のアルバムの意味。ジャケット写真はとんねるずの顔の背景に、無数の量の唐辛子が敷き詰められている。
ビクター音楽産業時代の「全曲、秋元康・見岳章」から離れ、当作から全面に後藤次利が、とんねるず作品に参加。作曲陣は後藤のほか、石橋と木梨のソロ曲として、玉置浩二と久保田利伸を迎える。久保田はデビュー当時であったが、業界内に久保田のデモテープ『すごいぞ！テープ』が出回っており、ソングライターとして既に名が通っていた。4曲目の木梨のソロ曲には、アウトロで木梨が久保田の『流星のサドル』の一節を歌い、久保田に似せた木梨のラップが含まれている。

## 収録曲
1. Instrumental～森のおねぼうプーさん
（作曲・編曲：高田弘／作詞：秋元康、作曲・編曲：後藤次利、コーラス・弦編曲：高田弘）
2. 哀しみのシーサイドルート
（作詞：秋元康、作曲・編曲：後藤次利、コーラス編曲：木戸やすひろ）
杉山清貴&オメガトライブ[注釈 1]のパロディ（2番の歌詞に「Car Radioに流れた オメガトライブ 遠いあの日の Love Song」とあることから）。
3. 老人よ
（作詞：秋元康、作曲・編曲：後藤次利、コーラス編曲：高田弘）
4. ENDLESS NIGHT―ほっといてくれ―
（作詞：久保田憲伸、作曲：久保田利伸、編曲：武部聡志・杉山卓夫）
木梨ソロ曲。久保田憲伸は、言うまでもなく木梨のペンネーム。
編曲の武部と杉山は、久保田の1枚目のアルバムに参加している。
5. 迷惑でしょうが…
（作詞：秋元康、作曲・編曲：後藤次利）
1987年4月5日にシングル・カット。
6. ホテル「アルゼンチン」
（作詞：秋元康、作曲・編曲：後藤次利、弦編曲：高田弘）
ラブホテルを訪れたカップルの様子を歌ったもの。歌詞の中にスピードくじやうなぎパイ、輪ゴム、落書き帳、冷蔵庫が出てくる。
7. 人情岬
（作詞：秋元康、作曲：後藤次利、編曲：高田弘）
8. マスカレードパーティー
（作詞：秋元康、作曲・編曲：後藤次利）
日本テレビ系列『コラーッ!とんねるず』第2期テーマソング。タイトルは少年隊のデビュー曲『仮面舞踏会』のパロディだが、曲調は吉川晃司のデビュー曲『モニカ』のパロディ[注釈 2]とされている。
9. この瞬間（とき）から今…
（作詞：石橋貴明、作曲：玉置浩二、編曲：武部聡志・杉山卓夫）
石橋ソロ曲。